# Progomphus anomalus
Progomphus anomalus är en trollsländeart som beskrevs av Belle 1973. Progomphus anomalus ingår i släktet Progomphus och familjen flodtrollsländor. Inga underarter finns listade i Catalogue of Life.